# Hemitriccus nidipendulus
Hemitriccus nidipendulus là một loài chim trong họ Tyrannidae.